# Mary, Mary
Mary, Mary és una pel·lícula de comèdia romàntica en Technicolor de 1963 protagonitzada per Debbie Reynolds i Barry Nelson com a parella divorciada. Es basa en l' obra homònima de Jean Kerr. Està doblada al català.

## Argument
Quan l'Internal Revenue Service qüestiona algunes de les deduccions d'en Bob McKellaway, aquest no recorda per a què servien els xecs per valor de 5.000 dòlars. Sense el seu coneixement, el seu nou advocat, Oscar Nelson, demana a l'exdona d'en Bob, Mary, que passi per veure si pot ajudar. En Bob no vol veure-la, ni a la seva promesa Tiffany Richards.

## Repartiment
- Debbie Reynolds com Mary McKellaway
- Barry Nelson com Bob McKellaway
- Diane McBain com Tiffany Richards
- Hiram Sherman com Oscar Nelson
- Michael Rennie com Dirk Winston